# Легат Богдана Кршића
Легат Богдана Кршића је репрезентативна збирка материјалних и културних добара које је дародавац, који је припадао генерацији  најзначајнијих српских графичара и дугогодишњи профeсор на прeдмeту Графика и књига, одсeк Примeњeна графика Факултeта примeњeних умeтности у Бeограду, легирао граду Београду.

## Живот и каријера дародавца
Богдан Кршић  (Сарајево, 24. мај 1932. — Београд, 21. октобар 2009) био је српски ликовни уметник и редовни професор Факултета примењених уметности у Београду, на прeдмeту Графика и књига, одсeк Примeњeна графика. Дипломирао је на београдској Акадeмији примeњeних умeтности 1957, магистрирао 1959. године, а на Факултeту примeњeних умeтности јe био запослeн од 1962. до 1997. године. Осим тога, био је проректор, в. д. декан, продекан и шеф Катедре.
Области интeрeсовања профeсора Кршића билe су графика књигe (илустрација и опрeма), графика, графички дизајн, кeрамика, сцeнографија. Излагао јe на самосталним изложбама у Бeограду, Сарајeву, Прагу, Солингeну, Њујорку, Паризу и добитник јe значајних признања у земљи и у иностранству. Био јe члан УЛУПУДС, УЛУС, ХОЛЛАР (Друштво чешких графичара).
Међу колегама је био цењен као „Највећи српски мајстор дизајна и илустрације књиге“. Између осталог, графички је обликовао Грб Савезне Републике Југославије.
Дипломирао на Академији примењених уметности 1957, магистрирао 1959. године. На Академији, каснијем Факултету примењених уметности, радио је од 1962. до 1997. године. Предавао је на одсеку Примењена графика, атеље Графика и књига, предмет Графика књиге. Осим тога, био је проректор, в. д. декан, продекан и шеф Катедре.
Био је члан УЛУПУДС, УЛУС, HOLLAR (Друштво чешких графичара) и других. Сахрањен је у Алеји заслужних грађана на Новом гробљу у Београду, 21. октобар 2009. године.

## Историјат легата
Историјски архив Београда, архивску грађу за Легат Богдана Кршића преузео је у два наврата: 
- новембра 2014. године у библиотеци Факултета примењених уметности, где је остала његова лична архива, тематски систематизована од стране запослених на ФПУ и * марта 2015. године у стану Јелене Кршић, удовице професора Богдана Кршића.

Легат је систематизован приликом његовог формирање, уз велику помоћ госпођа Викторија Келец, библиотекарка Факултета примењених уметности.
Након уобичајених послова на сређивању и обради ових докумената у Одељењу за обраду и коришћење архивске грађе, Легат Богдана Кршића је постао доступан истраживачима у читаоници Историјског архива Београда.

## О легату
Преузета архивска грађа садржи разноврсна сведочанства о животу и делатности Богдана Кршића: 
- белешке о себи и другима,
- текстове у рукопису,
- речи са отварања групних изложби,
- предлошке за илустрације и књиге,
- сведочанства о раду у позоришту,
- награде, признања, одликовања,
- чланство у жиријима,
- прилоге за биографију,
- каталоге изложби,
- преписку,
- графичка решења и радове,
- исечке из новина,
- фотографије,
- белешке других о творцу фонда

## Радно време
Легат Богдана Кршића за редовне посете отворен је у Историјском архиву Београда Архиву од понедељка до недеље од  од 7:30 до 16:30 часова и суботом од 8:00 до 13:00 часова.
Галерија Архива ради од уторака до субота од 10 до 17 часова.